# Charif Bahbouh
Charif Bahbouh (8. září 1941 Al-Nabek – 29. prosince 2020) byl arabista a překladatel, který od roku 1959 působil v Československu a následně České republice.

## Život
Když v únoru 1958 společně oznámili syrský a egyptský prezident vytvoření společné unie pojmenované Sjednocená arabská republika, protestovali proti tomu někteří syrští občané. V Damašku mezi ně patřil rovněž tehdy šestnáctiletý Charif Bahbouh, kterého přímo na demonstraci zatkli a ve vězení mučili. Po propuštění se ve svých sedmnácti letech rozhodl utéci do Libanonu, kde se skrýval. Jeho přátelé mu mezitím zařídili studium v Bulharsku. Vyrazil tam letadlem, avšak vzhledem k nevhodným povětrnostním podmínkám na letišti, kde měli přistát, byl let odkloněn do Prahy. Následně českoslovenští úředníci rozhodli o přesunu Bahbouha do Staré Boleslavi, kam soustředili zahraniční studenty, kteří se zde navíc učili češtinu. Při jedné z cest autobusem náhodně potkal učitelku hudby, která uměla anglicky, a pozvala ho na návštěvu k sobě domů. Bahbouh nabídku přijal a během návštěvy se seznámil i s její dcerou Jaroslavou, která sice nejprve o Syřana nejevila zájem, nicméně přistoupila na nabídku vzájemné výuky rodných jazyků. Jejich vztah se postupem času proměňoval a těsně před Vánoci, 23. prosince 1965, měli Jaroslava a Charif svatbu. Do manželství se posléze narodili dva synové.
Po příchodu do Československa vystudoval Bahbouh Karlovu univerzitu, na níž získal roku 1966 titul doktor filozofie (PhDr.). Studoval rovněž na Lomonosovově univerzitě v Moskvě. Mezi roky 1970 a 1975 působil v Orientálním ústavu v rámci Akademie věd. Po ní vyučoval arabštinu. Roku 1982 vydal slovník arabských výrazů. Své znalosti ruštiny uplatnil rovněž na jazykové škole, kde ji vyučoval dalším studentům. Během normalizace musel při výuce používat knihu Malá země, kterou napsal Leonid Iljič Brežněv. Jakmile se Bahbouh ohradil, že žádného spisovatele jménem Brežněv nezná, byla mu výuka ruštiny rozhodnutím ředitelky jazykové školy znemožněna.
Po sametové revoluci roku 1990 zakládal občanské sdružení „Opus arabicum“, jehož prostřednictvím se snažil o zvýšení povědomí o arabské kultuře i o arabském jazyku. Následující rok (1991) stál u zrodu pražského nakladatelství „Dar Ibn Rushd“, které se zaměřuje na vydávání literatury z oblasti Orientu.
Působil rovněž jako překladatel, a to jak z češtiny do arabštiny, tak obráceně z arabštiny do češtiny. Vedle toho spolu s Jiřím Fleissigem a Jaroslavou Bičovskou sepsal Malou encyklopedii islámu vydanou roku 1993 nebo ve spolupráci s Jiřím Fleissigem a Romanem Raczyńskim sepsanou Encyklopedií islámu, která vyšla roku 2008.
Sám Českou republiku dvakrát reprezentoval na knižním veletrhu konaném v Tunisu. Všiml si, že mezi arabským obyvatelstvem je velký zájem o české literáty Jana Drdu, Boženu Němcovou, Bohumila Hrabala, Jana Wericha či Otu Pavla.